# نورویک (آلاسکا)
نورویک (به انگلیسی: Noorvik) شهری در بخش نورث‌وست آرکتیک ایالت آلاسکا است که جمعیت آن در سرشماری سال ۲۰۰۰ میلادی ۶۳۴ نفر بوده‌است.